# Live at the Hackney Empire
Live at the Hackney Empire ist ein Jazzalbum von Sun Ra and The Year 2000 Myth Science Arkestra. Die am 28. Oktober 1990 im Hackney Empire, London, im Rahmen einer für Channel 4 geplanten TV-Dokumentation entstandenen Aufnahmen erschienen 1995 auf Leo Records.

## Hintergrund
Ab dem Sommer 1990 tourte Sun Ra mit seinem Year 2000 Myth Science Arkestra ausgiebig in Europa; bereits im Juni gastierte das Arkestra im Veranstaltungsort The Mean Fiddler im Londoner Stadtteil Harlesden (Live in London 1990), um anschließend in Stockholm (Beets: A Collection of Jazz Songs) und in Italien Station zu machen, wo Ende Juli 1990 das Studioalbum Mayan Temples entstand. Nach einem Konzert in Orleans im Theatre-Carre Saint-Vincent, wo das Sun Ra Arekestra von einem Sinfonieorchester begleitet wurde (Pleiades), kehrte er mit seiner Gruppe am folgenden Tag nach London zurück, um im Hackney Empire, einem Theater im Londoner Stadtteil Hackney, aufzutreten. Das Arkestra absolvierte an diesem Abend zwei Auftritte; der erste begann mit „Astro Black“ (vom gleichnamigen Album von 1973) und endete mit dem Gesang des Ensemble in „Face the Music“. Der zweite Auftritt wurde mit einem Medley aus „Strings Singhs“, „Discipline 27-II“ und der Gesangsnummer „I Will Wait for You“ (Sun Ra, June Tyson und das Ensemble) eröffnet. Es folgte wie üblich ein Programm aus Standards der Swingära („East of the Sun (and West of the Moon)“, „Over the Rainbow“ und „Frisco Fog“) sowie Eigenkompositionen des Bandleaders. Der Auftritt endete mit „Space Is the Place“ samt der Zugabe „They'll Come Back“.

## Titelliste

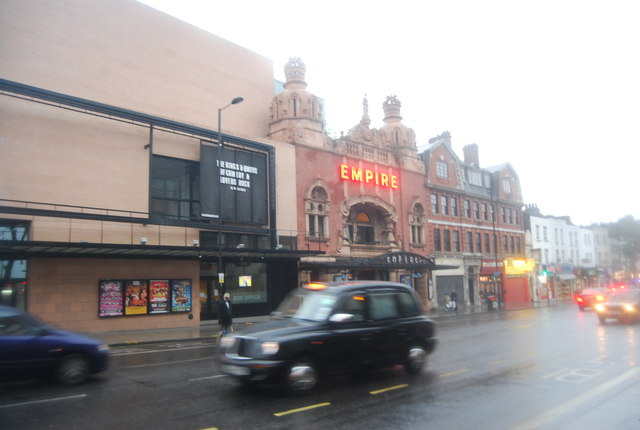
Neu- und Altbau des Hackney Empire in London (Foto von 2012)

- Sun Ra: Live at the Hackney Empire (: Leo Records CD LR 214/215)[2]

CD 1
1. Astro Black 18:18
2. Other Voices 14:12
3. Planet Earth Day 11:57
4. Prelude to a Kiss (Duke Ellington, Irving Gordon, Irving Mills) 4:50
5. Hocus Pocus (Will Hudson) 3:38
6. Love In Outer Space 6:44
7. Blue Lou (Edgar Sampson, Irving Mills) 5:02
8. Face the Music 10:04

CD 2
1. String Singhs/Discipline 27-II/I’ll Wait For You 12:56
2. East of the Sun (Brooks Bowman) 3:36
3. Somewhere Over the Rainbow (Yip Harburg, Harold Arlen) 9:37
4. Frisco Fog (Allan Roberts, Leon Carr) 3:14
5. Sunset on the Nile 12:05
6. Skimming and Loping 9:29
7. Yeah Man! (Fletcher Henderson, Noble Sissle) 3:15
8. We Travel the Spaceways 12:30
9. [Zugabe:] They’ll Come Back 7:12

Wenn nicht anders vermerkt, stammen die Kompositionen von Sun Ra.

## Rezeption
Nach Ansicht von Richard Cook und Brian Morton, die das Album in The Penguin Guide to Jazz mit dreieinhalb Sternen auszeichneten, habe uns Sun Ra [nach seinem Tod] einige exzellente Musik hinterlassen, wenn auch [in diesem Fall] inhaltlich nach Arkestra-Maßstäben nicht überraschend, zumindest bis zum zweiten Teil des Konzerts. Alle bekannten Namen des Arkestra seien hier in guter Form. Dies sei eine mittlerweile vertraute Mischung aus dem Seltsamen und dem Traditionellen, dargeboten in einem äußerst attraktiven Mitschnitt.
Don Snowden verlieh dem Album in Allmusic vier Sterne und schrieb, Live at the Hackney Empire könnte aus mehreren Gründen die definitive Aufnahme von Sun Ra der Jetztzeit sein. Erstens sei dies ein volles zweieinhalbstündiges Konzertprogramm, also bekomme man den eigentlichen Flow mit, den Sun Ra in seine Aufführung einprogrammiert habe, um die verschiedenen musikalischen Facetten des Arkestra zu präsentieren – wirbelnde kosmische Ausbrüche, Bigband-Musik der Swing-Ära, Gesangsbeiträge, die „über Saturn in Afrika verwurzelt“ seien. Erstaunlicherweise gebe es kaum eine Wiederholung von Inhalten des Konzerts am Vorabend mit einem Dutzend französischer Symphoniker, das Leo Records unter dem Titel Pleiades veröffentlicht hat, so der Autor. Zum anderen sei die Anwesenheit von Gastspielern (oder Arkestra-Mitgliedern für die Tour) wie Charles Davis mit seinem robusten Baritonsaxophon, India Cookes hochfliegender Geige und Talvin Singhs Tablas in der Perkussionsabteilung bereichernd. Es habe sicherlich auch seine schwachen Momente, aber es gebe mit ziemlicher Sicherheit kein vollständigeres Dokument darüber, wie Sun Ra und sein Arkestra klangen, als das Leben seines Leiters sich zum Ende neigte.